# Marcelo Backes
Marcelo Backes (Campina das Missões, 1973) é um escritor, tradutor e crítico literário brasileiro.
É mestre em Literatura Brasileira pela Universidade Federal do Rio Grande do Sul e doutor em Germanística e Romanística pela Universidade de Friburgo em Brisgóvia na Alemanha.
Backes foi supervisor da edição das obras de Marx e Engels pela Boitempo Editorial, de São Paulo, e é colaborador de diversos jornais e revistas, brasileiros e estrangeiros. Backes conferenciou nas Universidades de Freiburg e de Viena, em Frankfurt e em Berlim, em São Paulo, Porto Alegre e no Rio de Janeiro, entre outras cidades, sempre debatendo temas das literaturas brasileira e alemã, da tradução e da crítica literária. Organizou e prefaciou dezenas de obras e traduziu – muitas vezes em edições comentadas – diversos clássicos alemães, entre eles Brecht, Arthur Schnitzler, Franz Kafka, Heinrich Heine, Marx, Goethe e Schiller.
Em 2015 Backes foi o primeiro brasileiro a ganhar o Prêmio Nacional da Áustria pelo conjunto de sua obra traduzida. Em 2014, já havia ganho o Prêmio Paulo Rónai da Biblioteca Nacional pela tradução de Michael Kohlhaas de Heinrich von Kleist.

## Obras
- A arte do combate – A literatura alemã em cento e poucas chispas poéticas e outros tantos comentários. Crítica Literária. (São Paulo, Boitempo Editorial, 2003).
- Lazarus über sich selbst – Heinrich Heine als Essayist in Versen. Crítica Literária, tese de doutorado. (Frankfurt a. M., Peter Lang Verlag, 2005).
- Estilhaços – Minigâncias-digressões-e-batocaços. Aforismo, epigrama, conto-glossário. (Rio de Janeiro, Editora Record, 2006).
- Maisquememória. Romance. (Rio de Janeiro, Editora Record, 2007).
- Três traidores e uns outros. Romance. (Rio de Janeiro, Editora Record, 2010)
- O Último Minuto. Romance. (Rio de Janeiro, Editora Companhia das Letras, 2013)
- A Casa Cai. Romance. (Rio de Janeiro, Editora Companhia das Letras, 2014)

## Participação em antologia
- “A história do Toz”. In: Sergio Faraco, Antologia de contistas bissextos, L&PM, Porto Alegre, 2007.

## Adaptações
- A bilha quebrada. Baseada na peça homônima de Heinrich von Kleist, L&PM, Porto Alegre, 2008.

## Obras organizadas
- Bertolt Brecht. Secretaria Municipal da Cultura, Porto Alegre, 1998.
- Escombros e caprichos: o melhor do conto alemão no século XX, L&PM, Porto Alegre, 2004.
- Diversos clássicos para a coleção CLÁSSICOS MERCADO ABERTO.

## Obras traduzidas
- BRECHT, Bertolt. Histórias do senhor Keuner, Secretaria Municipal da Cultura, Porto Alegre, 1998. Organização, prefácio e notas.
- BRUSSIG, Thomas. O charuto apagado de Churchill, L&PM, Porto Alegre, 2005.
- DIVERSOS. O melhor do conto alemão no século XX, L&PM, Porto Alegre, 2004. Organização, tradução e notas diversas.
- GOETHE, J. W. von. Os sofrimentos do jovem Werther, L&PM, Porto Alegre, 2001. Edição comentada.
- GRASS, Günter. Nas peles da cebola, Record, Rio de Janeiro, 2007. Posfácio e glossário.
- HEINE, Heinrich. Das memórias do senhor de Schnabelewopski, Boitempo Editorial, São Paulo, 2001. Prefácio e notas.
- HEINE, Heinrich. Noites florentinas, Mercado Aberto, Porto Alegre, 1999. Organização, prefácio e notas.
- JÜNGER, Ernst. Tempestades de aço, CosacNaify, São Paulo, 2008. Posfácio e glossário (no prelo).
- KAFKA, Franz. A metamorfose / O veredicto, L&PM, Porto Alegre, 2001. Edição comentada.
- KAFKA, Franz. Carta ao pai, L&PM, Porto Alegre, 2004. Edição comentada.
- KAFKA, Franz. O processo, L&PM, Porto Alegre, 2006. Edição comentada.
- KLEIST, Heinrich von. A bilha quebrada. L&PM, Porto Alegre, 2008. Edição comentada mais adaptação.
- LESSING, G. E. Emilia Galotti / Minna von Barnhelm, Mercado Aberto, Porto Alegre, 1999. Organização, prefácio e notas.
- MARX, Karl & ENGELS, Friedrich. A ideologia alemã, Civilização Brasileira, Rio de Janeiro, 2007. Edição comentada.
- MARX, Karl & ENGELS, Friedrich. A sagrada família, Boitempo Editorial, São Paulo, 2003. Organização, prefácio e notas.
- NIETZSCHE, Friedrich. Ecce homo, L&PM, Porto Alegre, 2003. Edição comentada.
- SCHILLER, Friedrich von. Os bandoleiros, L&PM, Porto Alegre, 2001, Edição comentada.
- SCHNITZLER, Arthur. A senhora Beate e seu filho, L&PM, Porto Alegre, 2001. Prefácio e notas.
- SCHNITZLER, Arthur. Aurora, Boitempo Editorial, São Paulo, 2001. Prefácio e notas.
- SCHNITZLER, Arthur. Crônica de uma vida de mulher, Editora Record, Rio de Janeiro, 2008. Organização, posfácio, glossário e cronologia.
- SCHNITZLER, Arthur. Doutor Gräsler: médico das termas, Mercado Aberto, Porto Alegre, 2002. Organização, prefácio e notas.
- SCHULZE, Ingo. Celular. CosacNaify, São Paulo, 2008. Posfácio e glossário (no prelo).
- SCHULZE, Ingo. Vidas Novas. CosacNaify, São Paulo, 2009. Prefácio e notas.
- ZEH, Juli. A Menina Sem Qualidades, Record, Rio de Janeiro, 2008. Glossário e posfácio.